# Podatnik
Podatnik – zgodnie z polskim prawem jest nim osoba fizyczna, osoba prawna lub jednostka organizacyjna niemająca osobowości prawnej, podlegająca na mocy ustaw podatkowych obowiązkowi podatkowemu.
Na podatnika nałożone są rozliczne obowiązki m.in.
1. posiadanie numeru identyfikacji podatkowej (NIP),
2. ujawnienie źródeł przychodu przez zgłoszenie uzyskanego z nich dochodu (wyjątkowo przychodu) do opodatkowania,
3. obliczenie wysokości podatku – dotyczy niektórych podatków,
4. składanie deklaracji podatkowych – dotyczy niektórych podatków,
5. zapłata podatku w terminie, miejscu i wysokości oznaczonym przez ustawę,
6. przechowywanie dokumentów, na podstawie których ustalono wysokość podatku lub odliczeń lub ulg przez pięć lat, licząc od końca roku podatkowego, w którym upłynął termin płatności tego podatku,
7. udostępnianie ww. tych dokumentów na żądanie organu podatkowego w związku z przeprowadzanym postępowaniem podatkowym, kontrolą lub czynnościami sprawdzającymi,
8. udzielanie informacji i wyjaśnień organom podatkowym z zakresu dotyczącego go obowiązku podatkowego, ale również dotyczących określonych przez ustawę podatkową zdarzeń i osób,
9. udostępnianie w trakcie kontroli podatkowej określonych pomieszczeń wykorzystywanych do uzyskania dochodu (przychodu),
10. sporządzanie i okazywanie organom podatkowym dokumentacji dotyczącej transakcji z podmiotami powiązanymi,
11. zgłaszanie w określonym terminie organom podatkowym zmian w stanie faktycznym, w zakresie w jakim podatnik jest obowiązany informować ten organ,
12. sporządzanie, na żądanie organu podatkowego, na własny koszt, tłumaczeń dokumentów obcojęzycznych, z których wywodzi się określone skutki dla wysokości podatku (umowy, faktury, protokoły odbioru itp.),